# 100 % Uggla
100 % Uggla är ett samlingsalbum av Magnus Uggla, utgivet i oktober 1994. Det toppade den svenska albumlistan. Första versionen hade Absolut Vodkas logotyp i titeln, den drogs in efter att Sony stämts av Vin & Sprit. I den senare versionen togs även undertitel raden "Absolut inget annat" bort. Även den versionen drogs senare in. 100% Uggla är även en hyllningsshow till Magnus Uggla som turnerar flitigt runt om i landet med sångaren Christoffer Lundin i spetsen.

## Låtförteckning
1. "Jag mår illa"
2. "Varning på stan"
3. "Fula gubbar"
4. "4 sekunder"
5. "IQ"
6. "Jag skiter"
7. "Ska vi gå hem till dig"
8. "Baby Boom"
9. Astrologen"
10. "Joey Killer"
11. "Vittring"
12. "Dansar aldrig nykter"
13. "Staffans matematik"
14. "Centrumhets"
15. "Mälarö kyrka"
16. "Passionsfrukt"
17. "Mitt decennium"
18. "Hand i hand"

## Listplaceringar
| Lista (1994-1995) | Topplacering                |
| ----------------- | --------------------------- |
| Sverige           | Sverige (Sverigetopplistan) |